# 罗里·德拉普
羅里·約翰·德拉普（Rory John Delap，1976年7月6日—）是一名已退役愛爾蘭足球運動員，出生於英格兰，擔任中場。戴納以其臂力出眾，擅長投擲遠距離界外球聞名。他兒子利安戴納也是球員，司職前鋒，現效力於英格蘭足球超級聯賽球會車路士。

## 球員生涯

### 球會
2006年1月31日，英超護級球會桑德蘭以免轉會費形式從英冠球會南安普敦簽入29歲的戴納，合約為期兩年半。
2006年10月11日，英冠史篤城向同是英冠桑德蘭借用戴納，為期三個月。翌日傳媒透露史篤城於1月份轉會市場重開時會正式簽入戴納。但戴納不幸地於2006年10月17日英冠第12週比賽史篤城主場對桑德蘭的比賽到11分鐘時被侵犯其中一條腿脛骨和腓骨都折斷。2006年10月19日，桑德蘭領隊稱戴納將要養傷6個月及戴納仍會按協議到1月份落實轉會。
2007年1月9日，英冠球會史篤城正式簽入戴納，合約為期兩年半。
2012年5月1日，35歲的戴納與史篤城續簽一年合約。
2013年1月31日，英冠球會班士利向英超史篤城借用於2012/13英超球季只上陣一場的戴納至球季結朿
2013年6月6日，史篤城宣佈有7名球員不獲新合約可自由轉會，老將戴納為其中之一。

## 外部連結
- 史篤城官網 戴納檔案
- 足球数据库：罗里·德拉普的球员统计数据
- 愛爾蘭國家隊 戴納檔案 （页面存档备份，存于）
- 迪臣：如何防守戴納的手榴彈 （页面存档备份，存于）